# 놀런 아레나도
놀런 제임스 아레나도(영어: Nolan James Arenado, 1991년 4월 16일 ~ )는 미국의 야구 선수로 현재 메이저리그 베이스볼의 세인트루이스 카디널스에서 뛰고 있다.

## 경력

### 프로 이전
캘리포니아주 엘 토로 고등학교에 재학하던 시절에는 유격수로 활약하였다. 2009년 메이저 리그 드래프트 2라운드 전체 59순위라는 지명 순위로 콜로라도 로키스에 지명되었다. 

### 프로 시절
입단 후엔 마이너 리그에서 좋은 성적을 보이고 2013년에 빅 리그로 콜업된다. 그리고 2013시즌이 끝나고 56년 만에 신인선수가 3루수 골든 글러브를 얻을 정도로 훌륭한 수비를 보여주었다. 2014시즌엔 타율이 더욱 높아졌고 2년 연속 골든 글러브 수상에 성공한다. 2015년엔 엄청난 파워로 42개 홈런으로 내셔널 리그 홈런왕은 물론 역대 3루수 최다 장타를 기록한다. 그리고 3년 연속으로 골든 글러브를 얻는다. 2016년에도 여전한 실력을 보여주며 2년 연속 홈런왕과 실버 슬러거, 그리고 4년연속으로 골든 글러브를 얻는다. 2017년에도 실버 슬러거,골든 글러브를 얻는 좋은 실력을 보여준다.2018년에도 골든 글러브를 획득하고 시즌이 끝나고 재계약을 기다린다.2019년에 8년 260M이라는 엄청난 재계약에 성공한다.

## 수상 경력
- 내셔널 리그 골드글러브 3루수 부문 10회 (2013년 ~ 2022년)
- 내셔널 리그 실버슬러거 3루수 부문 5회 (2015년 ~ 2018년, 2022년)
- 내셔널 리그 플래티넘글러브 6회 (2017년 ~ 2022년)
- 내셔널 리그 올스타 7회 (2015년 ~ 2019년, 2021년, 2022년)

## 같이 보기
- 콜로라도 로키스